# Meneur de loups
Les meneurs de loups sont des personnages légendaires, appartenant au folklore, liés à plusieurs régions françaises, et réputés pour leur influence surnaturelle sur ces animaux, voire leur don de métamorphose.

## La légende
Daniel Bernard relève l'usage des noms meneux de loups, m'neux d'loups et serreux de loups, charmeurs de loups et gardeux de loups.
Les meneurs de loups,, également nommés charmeurs de loups, sont mentionnés en Bretagne, en Auvergne, dans le Bourbonnais, dans le Languedoc, en Catalogne, en Guyenne, dans la Beauce, dans le Berry et dans le Morvan. Ils parlent le langage des loups et sont décrits comme des sorciers, d'anciens loup-garous, des meneurs de bandes de loup-garous ou encore des lycanthropes eux-mêmes. Grâce à un pacte avec le Diable, les sorciers ne subissent pas de métamorphose en loup-garou. Ils charment les loups avec de la musique ou des formules magiques et les cachent pendant les battues. Il est très dangereux de se les mettre à dos car ils peuvent ordonner à la bande de loups qui les accompagne de tuer les troupeaux,. Dans le Morvan, le meneur qui s'est transformé en loup-garou convoque son troupeau de loups dans quelque sombre carrefour (lieu traditionnel du surnaturel). Ses farouches protégés, assis en rond autour de lui, le fixant sans bruit, écoutent attentivement ses instructions. Il leur indique les troupeaux de moutons mal gardés, ceux de ses ennemis de préférence. Mais les loups-garous sont aussi maltraités par le Diable, leur maître qui les flagelle pendant leur promenade nocturne, au pied de toutes les croix, au milieu de tous les carrefours. Dans le Bourbonnais, les meneurs de loups ont également un rôle de défense de certains villages face à l'attaque des loups.

## Origine
Des sources anciennes attestent que, du moins dans le Berry, des montreurs de loups, généralement des hommes hirsutes et sauvages, parcouraient les villages avec des loups apprivoisés en quêtant ou en effrayant la population. On trouve des traces d'intervention de meneur de loups dès 1658 dans la Montagne bourbonnaise. La Montagne bourbonnaise a subi de nombreuses attaques de loup dans l'année 1658. Selon la légende, le village de Châtel-Montagne n'a pas été touché, car il y avait un meneur de loups parmi les habitants. En juillet 1878, le préfet de l'Indre interdit la circulation des montreurs de loups dans son département.

## Les meneurs de loups dans la fiction

### Littérature
Au XIXe siècle, l'écrivaine française George Sand consacre plusieurs textes aux croyances et aux légendes du Berry, où il est question des meneurs de loups : l'essai Les Visions de la nuit dans les campagnes (1851) puis le recueil Légendes rustiques (1858) dont un chapitre s'intitule Le meneu' de loups.
- Le Meneur de loups (1857) est un roman d'Alexandre Dumas, l'une de ses rares œuvres du genre fantastique[10].
- Le Meneur de loups est une nouvelle de Claude Seignolle parue en 1947 ;
- Un loup est un loup (1995), roman de Michel Folco : le personnage principal, Charlemagne Tricotin, y devient meneur de loups.
- Le sorcier aux loups (1988) est un roman de Paul Thiès.
- La meneuse de bêtes (1er tome des Compagnons au loup) (2012), est un roman jeunesse de Anne Ferrier.

### Bande dessinée
- La bande dessinée Légende met en scène un meneur de loups appelé le Galoup.
- La bande dessinée policière Les Démons de Roquebrou de Guy Counhaye, parue en 1996, est à propos d'un meneur de loups soupçonné de meurtres.

- La bande dessinée  Astérix et Obélix  met en scène dans l'un des numéros un meneur de loups.
- La bande dessinée "La Voix des bêtes, la Faim des hommes", publiée chez Dargaud en Mai 2023, propose au lecteur de suivre les aventures d'une meneuse de loups.

### Cinéma
Dans L'Arbre de Noël, Verdun (interprété par Bourvil) raconte au jeune Pascal (Brook Fuller) la légende du meneur de loups. Plus tard, le garçon se voit offrir un costume de meneur de loups à l'occasion des fêtes de Noël.